# Расул, Шафкат
Шафкат Расул (англ. Shafqat Rasool, 10 декабря 1988, Тоба-Тек-Сингх, Пакистан) — пакистанский хоккеист (хоккей на траве), полевой игрок. Участник летних Олимпийских игр 2008 и 2012 годов, чемпион летних Азиатских игр 2010 года, серебряный призёр летних Азиатских игр 2014 года.

## Биография
Шафкат Расул родился 10 декабря 1988 года в пакистанском городе Тоба-Тек-Сингх.
Играл в хоккей на траве за «Годжру» и ПИА из Тоба-Тек-Сингх.
В 2008 году вошёл в состав сборной Пакистана по хоккею на траве на летних Олимпийских играх в Пекине, занявшей 8-е место. Играл в поле, провёл 6 матчей, забил 1 мяч в ворота сборной Канады.
В 2012 году вошёл в состав сборной Пакистана по хоккею на траве на летних Олимпийских играх в Лондоне, занявшей 7-е место. Играл в поле, провёл 6 матчей, забил 1 мяч в ворота сборной ЮАР.
Дважды выигрывал медали хоккейных турниров летних Азиатских игр — золото в 2010 году в Гуанчжоу, серебро в 2014 году в Инчхоне.
Дважды был призёром Трофея чемпионов, выиграв серебряную медаль в 2014 году, бронзовую — в 2012 году.